# Leitungsrecht
Leitungsrecht ist das dingliche Recht eines Versorgungsunternehmens oder Telekommunikationsunternehmens, auf einem fremden Grundstück oder grundstücksgleichen Recht eine oder mehrere Leitungen zu verlegen und zu betreiben.

## Allgemeines
Die Verlegung von Leitungen (elektrische Leitung, Rohrleitung, Ferngasleitung, Fernwärmeleitung, Nachrichtenleitung, Telekommunikationslinie) durch Versorgungs- und Telekommunikationsunternehmen berührt fremde Grundstücke insbesondere bei der letzten Meile. Jeder Grundstückseigentümer besitzt auf seinem Grund und Boden das alleinige Recht, hiermit nach Belieben zu verfahren und andere von jeder Einwirkung auszuschließen (§ 903 BGB). Allerdings kann er jene Einwirkungen nicht verbieten, die in solcher Höhe oder Tiefe vorgenommen werden, dass er an der Ausschließung kein Interesse hat (§ 905 Satz 2 BGB). Jedoch hat nach herrschender Meinung das Ausschließungsinteresse des Grundstückseigentümers Vorrang. Damit „andere“ Unternehmen Leitungen auf fremden Grundstücken verlegen und betreiben dürfen, ist die Zustimmung der jeweiligen Grundstückseigentümer erforderlich.

## Rechtsfragen
Diese Zustimmung wird grundbuchrechtlich durch ein so genanntes Leitungsrecht herbeigeführt. Es handelt sich hierbei um eine Grunddienstbarkeit oder beschränkte persönliche Dienstbarkeit. Diese beiden Unterarten der Dienstbarkeit entstehen materiell-rechtlich durch dingliche Einigung und Eintragung im Grundbuch (§ 873 Abs. 1 BGB). Nach formellem Recht ist zudem der Antrag irgendeines Beteiligten (§ 13 Abs. 1 GBO) und die Bewilligung des vom Leitungsrecht betroffenen Grundstückseigentümers (§ 19 GBO) für das dienende Grundstück erforderlich. Zur Wahrung der Publizität muss der vereinbarte Inhalt der Dienstbarkeit durch die Eintragung im Grundbuch wenigstens schlagwortartig wiedergegeben werden („Wegerecht“, „Leitungsrecht“).
Verschiedene schuldrechtliche Gesetze räumen den betreibenden Unternehmen das Leitungsrecht ausdrücklich ein. So schreibt § 12 Abs. 1 Niederspannungsanschlussverordnung (NAV) vor, dass Anschlussnehmer für Zwecke der örtlichen Versorgung (Niederspannungs- und Mittelspannungsnetz) das Anbringen und Verlegen von Leitungen zur Zu- und Fortleitung von Elektrizität über ihre im Gebiet des Elektrizitätsversorgungsnetzes der allgemeinen Versorgung liegenden Grundstücke, ferner das Anbringen von Leitungsträgern und sonstigen Einrichtungen sowie erforderliche Schutzmaßnahmen unentgeltlich zuzulassen haben. Ähnliche Regelungen finden sich für Gas in § 12 Abs. 1 Niederdruckanschlussverordnung (NDAV) oder für Wasser in § 8 Abs. 1 Verordnung über Allgemeine Bedingungen für die Versorgung mit Wasser (AVBWasserV). Gemäß § 127 TKG kann der Grundstückseigentümer den Betrieb und die Erneuerung von Telekommunikationslinien auf seinem Grundstück sowie den Anschluss der auf dem Grundstück befindlichen Gebäude an öffentliche digitale Hochgeschwindigkeitsnetze und öffentliche Telekommunikationsnetze der nächsten Generation nicht verbieten, wenn auf dem Grundstück eine durch ein Recht gesicherte Leitung oder Anlage auch die Errichtung, den Betrieb und die Erneuerung einer Telekommunikationslinie genutzt und hierdurch die Nutzbarkeit des Grundstücks nicht dauerhaft zusätzlich eingeschränkt wird oder das Grundstück einschließlich der Gebäude durch die Benutzung nicht unzumutbar beeinträchtigt wird.
Diese Nutzungsrechte sind akzessorisch mit der eingetragenen Grunddienstbarkeit oder beschränkten persönlichen Dienstbarkeit verbunden und gelten mithin solange wie die Dienstbarkeit eingetragen ist.

## Geschichte
Das heutige Leitungsrecht ist auf das römische Recht zurückzuführen, wo es unter anderem durch das Wasserleitungsrecht (aquae ductum) als Dienstbarkeit (servitutum) ausgestaltet war. Aus dem lateinischen Begriff für das Wasserleitungsrecht entstand das Lehnwort Aquädukt, mit dem die Römer meist in Brückenform das Trinkwasser von der Quelle über fremde Grundstücke zu den Verbrauchern führten. Im Jahr 9 v. Chr. existierte entlang dieser Aquädukte ein Bauverbot. Ulpian forderte, dass dieses Wasserleitungsrecht nur vom Princeps verliehen werden dürfe. Man begriff diese Felddienstbarkeiten (servitutum rusticum) nicht als Rechte an fremden Grundstücken, sondern als Miteigentum.
Im Mittelalter bestätigte Bischof Udo von Naumburg 1148 ein klösterliches Wasserleitungsrecht. Ohne Wegerechte, Viehtriften oder Wasserleitungsrechte konnte das Ackerland gar nicht bewirtschaftet werden.
Als im Jahre 1739 Wien als erste Stadt Europas eine vollständige Kanalisation erhielt, erweiterten sich die bisher auf Frischwasserleitungen beschränkten Leitungsrechte. Neue Frischwasserleitungen erhielten Wien (1840), Hamburg (1848) oder Berlin (1852). Nach 1880 investierten auch Städte in den USA große Summen in die öffentliche Wasserversorgung und Kanalisation. Schließlich sorgte die seit 1906 fortschreitende Elektrifizierung für eine weitere grundstücksübergreifende Ausdehnung der Leitungsrechte.
Das Allgemeine Preußische Landrecht von 1794 übernahm weitgehend die Regelungen des römischen Rechts zur Dienstbarkeit, so dass alle Arten der Leitungsrechte zulässig waren. In Frankreich stellt Art. 523 Code civil 1804 klar, dass Rohre, die für die Durchführung von Wasser in einem Haus verwendet werden, unbeweglich sind und einen Teil des Landes bilden, an dem sie befestigt sind. In Österreich brachte die Einführung des ABGB 1812 mit den römischen „Feldservituten“ auch das Recht, „das Wasser ab- und herzuleiten“ (§ 477 ABGB). Weitere Leitungsrechte waren im ABGB nicht vorgesehen. Marcus von Niebuhr veröffentlichte 1840 in Deutschland eine Übersetzung des italienischen Juristen Gian Domenico Romagnosi über das Wasserleitungsrecht, das die Fortschritte des landwirtschaftlichen Bewässerungsanbaus berücksichtigte und die Wasserleitung als unbewegliche Sache einstufte. Das 1900 in Kraft getretene BGB beruhte zwar auch auf römischem Recht, ließ aber die Art der Nutzung von Dienstbarkeiten offen, so dass jede Art von Wege- oder Leitungsrechten möglich ist.

## Rechtsfolgen
Das Eigentum an den verlegten Leitungen folgt sachenrechtlichen Grundsätzen. Durch ihren Einbau im Boden ging die Rechtsprechung zunächst von einer Verbindung gemäß § 946 BGB mit dem Grundstück aus. Bereits das Reichsgericht (RG) qualifizierte im Mai 1901 die über Grundstücke verlaufenden Leitungen zunächst als wesentlicher Bestandteil des Grundstücks. Im September 1913 änderte das RG jedoch seine Rechtsprechung und stufte die Leitungen als Zubehör ein, was es im Juni 1915 bekräftigte. Der Bundesgerichtshof (BGH) folgte im Juli 1962 dieser Rechtsfrage und legte sie seiner „Ruhrschnellwegentscheidung“ zugrunde. Durch die Zubehöreigenschaft liegt keine Verbindung mit dem Grundstück vor, im Regelfall ist vielmehr Scheinbestandteilseigenschaft nach § 95 Abs. 1 BGB zu unterstellen, so dass das Eigentum an den Leitungen dem Versorgungsunternehmen zusteht.
Besteht ein Leitungsrecht, so hat der Grundstückseigentümer das Anbringen und Verlegen und den Betrieb der Leitungen zu dulden. Solange das Leitungsrecht im Grundbuch des dienenden Grundstücks eingetragen ist, bleibt es bestehen, unabhängig von einem Eigentümerwechsel beim Grundstücksverkauf.

## International
In Österreich schreiben Spezialgesetze die Errichtung und den Betrieb von Leitungen vor. Hierzu gehören die Elektrizitätsleitungen (Elektrizitätswirtschafts- und -organisationsgesetz, Landeselektrizitätsgesetze), Gas- und Ölleitungen (Gaswirtschaftsgesetz, Rohrleitungsgesetz), Wasserleitungen (Wasserrechtsgesetz) oder Telekommunikationsleitungen (TKG). Die Landesgesetzgebung kann für elektrische Leitungsanlagen, sofern nicht zur Sicherung des dauernden Bestandes die Enteignung erforderlich ist, die bescheidmäßige Einräumung von Leitungsrechten an Grundstücken einschließlich der Privatgewässer, der öffentlichen Straßen und Wege vorsehen (§ 9  Bundesgesetz vom 6. Februar 1968 über elektrische Leitungsanlagen). Das TKG brachte im Jahre 2003 das Recht auf Errichtung und Erhaltung von Telekommunikationslinien (§ 5 TKG).
In der Schweiz stellt Art. 676 Abs. 1 ZGB für das Durchleitungsrecht klar, dass Leitungen zur Versorgung und Entsorgung, die sich außerhalb des Grundstücks befinden, dem sie dienen, dem Eigentümer des Werks und zum Werk gehören, von dem sie ausgehen oder dem sie zugeführt werden. Leitungen gehören damit dem Versorgungsunternehmen. Mit dem Leitungsrecht erhält ein Grundeigentümer nach Art. 676 Abs. 2 ZGB durch Dienstbarkeit das Recht, eine Leitung durch ein fremdes Grundstück hindurchzuführen.